# Malassezia
Malassezia är namnet på ett släkte jästsvampar som huvudsakligen lever parasitiskt på att spjälka fett i överhuden på många djurarter.
Släktet utgörs av 10 kända arter, bland andra följande:
- Malassezia globosa
- Malassezia restricta
- Malassezia furfur